# Armilla
Armilla là một đô thị trong tỉnh Granada, Tây Ban Nha.